# Jungbauernbewegung
Die Jungbauernbewegung oder Schweizerische Bauernheimatbewegung war eine bäuerliche Organisation und politische Partei in der Schweiz. Aus der anfänglichen Abstinenzbewegung wurde immer mehr eine solche mit kulturellen Inhalten. Angesichts der grossen Wirtschaftskrise der 1930er Jahre wurde sie auch parteipolitisch aktiv und engagierte sich zusammen mit Gewerkschaften vor allem für eine antizyklische Wirtschaftspolitik. Nach dem Zweiten Weltkrieg wurde die Bauernheimatbewegung zur Vorreiterin für die biologische Landwirtschaft in der Schweiz, die auch einen grossen Einfluss auf Deutschland und Österreich ausübte.

## Abstinenzverein und Versandbibliothek
Unter dem Eindruck eines übermässigen Alkoholkonsums unter der Landbevölkerung, der zahlreiche Familien an den Rand des Ruins führte, entstand 1923 in Grosshöchstetten der Verein abstinenter Bauern und Bäuerinnen. Der Bauernsohn, Sekundarlehrer und promovierte Botaniker Hans Müller versuchte dort sein Verständnis des christlichen Glaubens als «Aufforderung zur Tat» durch die Förderung der Süssmostherstellung umzusetzen. Nach und nach entwickelte er ein umfangreiches kulturelles Angebot für die bäuerliche Bevölkerung. Vor allem im reformierten deutschsprachigen Teil der Schweiz entstanden Dutzende von örtlichen Bildungsgruppen. Eine Versandbibliothek mit gegen 3000 Bänden bot dazu ein wichtiges Hilfsmittel. 1932 entstand auf dem Möschberg oberhalb Grosshöchstetten im Kanton Bern eine private Bäuerinnenschule und ein Bildungszentrum für Bauern.

## Parteipolitisches Engagement
1929 wurde Hans Müller als Mitglied der Bauern-, Gewerbe- und Bürgerpartei (BGB) in den Nationalrat gewählt.
Im Zeichen der Wirtschaftskrise engagierte sich Hans Müller immer mehr für einen Kurswechsel in der Wirtschaftspolitik (gegen die von der BGB mitgetragene Deflationspolitik). Er suchte Verbündete in der Arbeiter- und Gewerkschaftsbewegung, bekämpfte die Lohnabbaupolitik der Regierung und lancierte 1934 zusammen mit führenden Vertretern aus den Gewerkschaften die sog. Kriseninitiative. Dies führte zum Bruch mit der BGB. Die Jungbauern bildeten fortan vor allem im Grossen Rat des Kantons Bern und in den Parlamenten einiger weiterer Kantone sowie im eidgenössischen Parlament eigene Fraktionen. Sie engagierten sich für ein bäuerliches Bodenrecht und eine zeitgemässe Altersversicherung.
1934 lancierten die Jungbauern zusammen mit den Gewerkschaften und den Verbänden der Angestellten die Kriseninitiative, bekämpften aber die Initiative für eine Totalrevision der Bundesverfassung. Die Partei hatte ausserdem zum Ziel, die Landflucht zu bekämpfen. 1935 wurde Hans Müller aus der BGB-Fraktion ausgeschlossen. 1937 spaltete sich die Partei in einen eher frontistischen und einen eher gewerkschaftlichen Flügel auf. Die Jungbauern engagierten sich auch in der Richtlinienbewegung. Die Einbindung der Sozialdemokraten in die bundesrätliche Finanzpolitik isolierte die in der Oppositionsrolle verharrenden Jungbauern.
1938 erreichte die Partei in den Wahlen des Kantons Bern 13,8 Prozent der Wähler. Beide Flügel vereinigten sich wieder, waren aber politisch isoliert. 1940 glitt die Partei immer mehr nach rechts ab. Hans Müller wurde als Führer proklamiert. Ab 1941 forderte die Partei, dass sich die Schweiz Deutschland anpassen müsse und sich in die neue Ordnung in Europa einfügen solle.
1941 kündigte die Demokratische Partei des Kanton Graubünden die bisherige Fraktionsgemeinschaft mit den Jungbauern.
1942 erreichte die Partei 11,8 % der Wähler des Kantons Bern.
1943 verlor die Partei massiv Wählerstimmen bei den Nationalratswahlen. Der auch intern heftig umstrittene autoritäre Führungsstil Müllers führte zu Spaltungen. 1946 löste sich die Partei in den Kantonen Bern, Thurgau und Zürich auf. 1947 verlor die Partei ihren letzten Sitz im Kanton St. Gallen.

## Biologischer Landbau und Verwertungsgenossenschaft
Nach ihrem vorübergehenden Rechtsrutsch zogen sich die Jungbauern 1946 aus der Politik zurück. Mit der Gründung der Anbau- und Verwertungsgenossenschaft AVG in Galmiz (heute Terraviva AG in Kerzers) verschob sich der Schwerpunkt der Bewegung zum organisch-biologischen Landbau. Der Möschberg wurde für den ganzen deutschsprachigen Raum und weit darüber hinaus ein Ort der Wissensvermittlung und des Erfahrungsaustauschs für Hunderte von Bauernfamilien. Hans Müllers Frau Maria Müller und der deutsche Arzt Hans Peter Rusch spielten dabei eine zentrale Rolle. Schüler Hans Müllers haben auch nach seinem Tod den schweizerischen biologischen Landbau und indirekt den internationalen massgebend mitgeprägt, bis die Themenführerschaft vom 1974 gegründeten Forschungsinstitut für biologischen Landbau (FiBL) und von der 1981 gegründeten Vereinigung schweizerischer biologischer Landbauorganisationen (VSBLO) übernommen wurde.

## Bioforum Schweiz und Hotel Möschberg
Aus der Schweizerischen Bauernheimatbewegung ist später der neue Verein Bioforum Schweiz hervorgegangen. Dieser setzt sich weiterhin für die Kernanliegen des biologischen Landbaus ein, aber genauso für eine ganzheitlich ökologische und nachhaltige Betrachtungsweise in Wirtschaft und Politik. Die Zeitschrift Kultur und Politik ist ihr Sprachrohr. Das Haus auf dem Möschberg ist heute ein Seminar- und Kulturhotel mit Bioküche und beherbergt Gäste aus den verschiedensten Bevölkerungskreisen.